# 丽谯楼
丽谯楼位于中国广东省肇庆市端州区城中路175号。2012年10月20日公布为第七批广东省文物保护单位。
丽谯楼始建于宋重和元年，原称御书楼，供奉宋徽宗御书。宋徽宗赵信曾为端王，继皇位后，升端州为府，更名肇庆，并御笔赐书“肇庆府”，守臣即于当年在府衔前筑高台，上盖楼字，供本御书而得名御书楼。明天顺六年（1462年）重建，改称丽谯楼。明末（1646年）桂王朱由榔在肇庆建立南明永历政权，丽谯楼曾改作“永明宫” 。中华人民共和国成立后，又因台基和楼字漆以红色而俗称红楼。
丽谯楼坐北向南。砖石木结构，高台建筑，台基长34.45米，宽14.5米，6.14米；台基下正中的拱门道，由红砂岩券砌，长14.7米，宽4.44米，高4.9米，拱道门上匾曰“古端名郡” ，两侧对联曰“星岩朗曜光山海， 砚诸清风播古今＂。1997年维修台基，在台基上重建两层仿明殿宇楼阁。
民国期间，国民革命军第四军叶挺独立团团部设在该楼后大院内。中华人民共和国成立后，丽谯楼曾作高要县政府会场用。